# Misumenops forcatus
Misumenops forcatus là một loài nhện trong họ Thomisidae.
Loài này thuộc chi Misumenops. Misumenops forcatus được Da-xiang Song & Jian-yuan Chai miêu tả năm 1990.